# Моро, Джузеппе
Джузеппе Моро (итал. Giuseppe Moro; 16 января 1921, Карбонера — 27 января 1974, Порто-Сант'Эльпидио) — итальянский футболист, вратарь. Известный по выступлениям за клубы «Тревизо», «Сампдория» и «Рома», а также национальную сборную Италии.

## Клубная карьера
Воспитанник футбольной школы клуба «Тревизо». Взрослую футбольную карьеру начал в 1938 году в основной команде «Тревизо», в которой провёл четыре сезона, приняв участие в 68 матчах чемпионата.
В течение 1942—1943 годов защищал цвета команды клуба «Алессандрия».
Своей игрой за последнюю команду вновь привлек внимание представителей тренерского штаба клуба «Тревизо», в состав которого вернулся в 1943 году и провёл в её составе четыре сезона.
С 1947 по 1955 год играл в различных итальянских клубах.
Завершил профессиональную игровую карьеру в клубе «Верона», за который выступал в течение 1955—1956 годов.
В 1949 году дебютировал в официальных матчах в составе сборной Италии. В течение карьеры в национальной команде, которая длилась 5 лет, провел в форме главной команды страны лишь 9 матчей, пропустив 10 голов. В составе сборной был участником чемпионата мира 1950 в Бразилии.